# Монмаут (окръг, Ню Джърси)
Окръг Монмаут (на английски: Monmouth County) е окръг в щата Ню Джърси, Съединени американски щати. Площта му е 1722 km², а населението – 625 846 души (2016). Административен център е Фрийхолд Бъроу.